# Akdamar

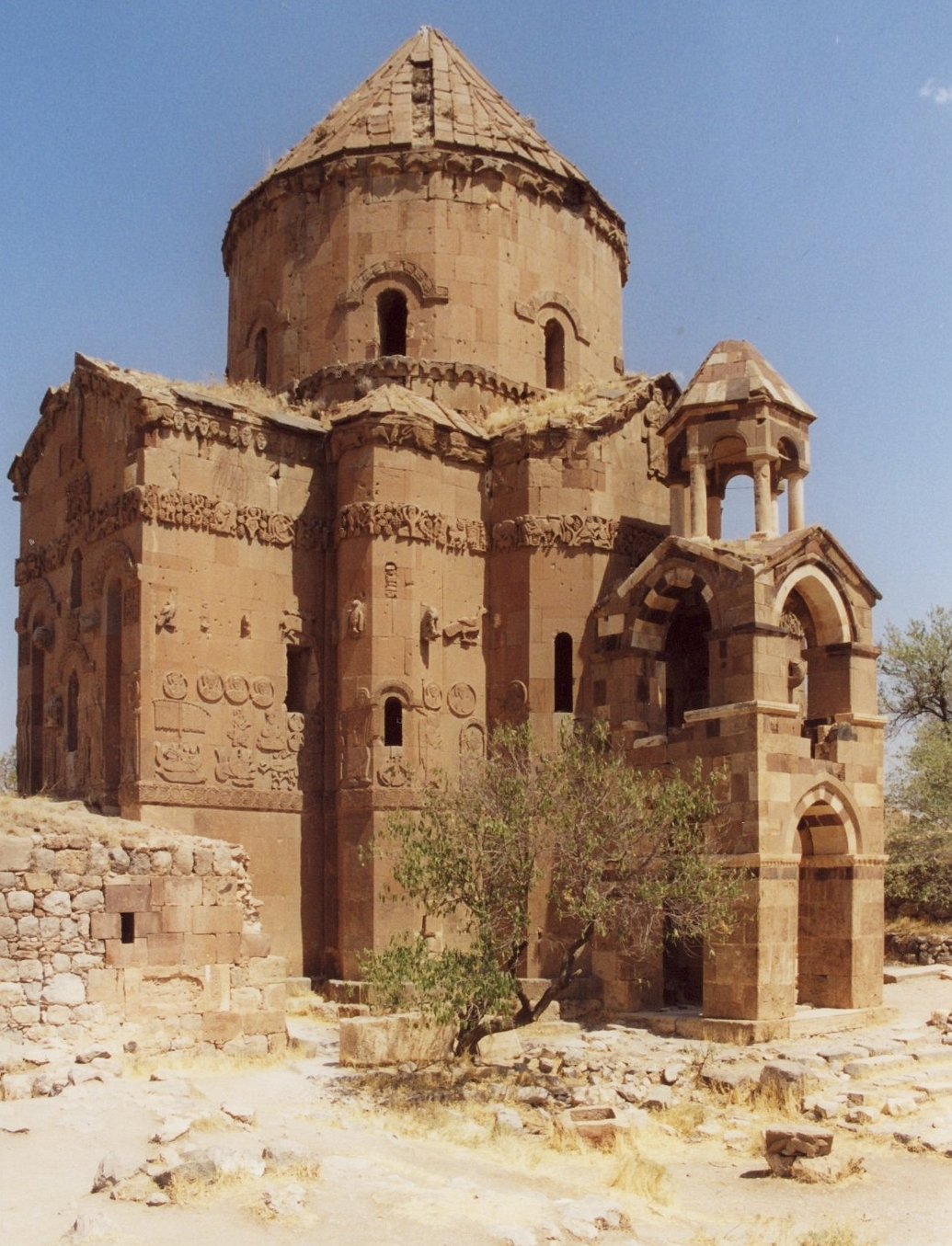
Kyrkan på Akdamar

Akdamar är en ö i Vansjön som ligger i östra Turkiet. På ön finns en armenisk kyrka som slutfördes 921. 1951 bestämdes det av myndigheterna att kyrkan skulle rivas, men författaren Yasar Kemal lyckades personligen stoppa rivningen. Sedan dess har kyrkan restaurerats.